# لوتسلهاوس
لوتسلهاوس (به فرانسوی: Lutzelhouse) یک کمون در فرانسه با جمعیت ۱٬۸۵۰ نفر است که در Canton of Molsheim واقع شده‌است.